# Juan Federico Ponce Vaides
Juan Federico Ponce Vaides, né le 26 août 1889 à Guatemala et mort le 16 novembre 1956 dans la même ville, est un militaire et homme d'État guatémaltèque. Il est président de la République du 4 juillet au 20 octobre 1944.
Le 1er juillet 1944, le général Ponce Vaides devient vice-président du général Jorge Ubico Castañeda, président du pays depuis 1931. Quatre jours plus tard, ce dernier démissionne et Ponce Valdes devient président. Le 20 octobre suivant, il est renversé par une révolution qui met fin au régime dictatorial et permet d'organiser des élections libres au mois de décembre.